# ليونورا بيلجر
ليونورا بيلجر (بالإنجليزية: Leonora Bilger)‏ (3 فبراير 1893 – 19 فبراير 1975 نوفر قبل الزواج)، كيميائية درست المركبات النيتروجينية. كانت إدارية ومحاضرة شهيرة في جامعة هاواي الأمريكية غالبية حياتها المهنية.

## حياتها
ولدت بيلجر (ليونورا نيوفر) يوم 3 فبراير عام 1893 في بوسطن ماسشوسيتس. والدها جورج نوفر ووالدتها إيليزابث نوفر. عندما كان عمرها 7 سنوات، انتقلت عائلتها للسكن في مدينة سينسيناتي، ولاية أوهايو الأمريكية حيث ارتادت المدرسة الابتدائية والثانوية. قبل العام 1929، تزوجت ليونورا من إيرل بيلجر وهو أستاذ محاضر في جامعة سينسيناتي الأمريكية. توفيت يوم 19 فبراير من العام 1975عن عمر ناهز 82 عامًا.

## التعليم
تسجّلت بيلجر في جامعة سينسيناتي الأمريكية عام 1909 وحصلت على درجة البكالوريوس عام 1913، ثم درجة الماجستير عام 1914 لتحصل في النهاية على الدكتوراه عام [1]1916 وتنضم بعد مدة إلى الكادر التعليمي والإداري في نفس الجامعة التي درست بها (جامعة سينسيناتي).

## مسيرتها العلمية
خلال وقت قصير من حصولها على الدكتوراه، ترأست بيلجر قسم الكيمياء في كلية سويت بريار واستمرت في منصبها سنتين. عام 1919عادت إلى حيث بدأت، إلى الجامعة التي درست فيها 10 سنوات.  أمضت سنة بين 1924 و1925 في كلية نيونهام التابعة لجامعة كامبريدج ، زميلةً لسارة برلينر. سافرت وزوجها إلى هاواي وانضمت لقسم الكيمياء في جامعة هاواي حيث أمضت بقية حياتها المهنية. حصلت على الترقية لتصبح رئيسة قسم الكيمياء عام 1943. أصبحت عام 1953 أستاذًا متفرغًا في جامعة هاواي. استقالت عام 1960 فانضمّت لتدرّس في جامعة إيميريتا 4 سنوات وتتقاعد عام 1964. خلال عملها في جامعة هاواي، صمّمت ليونورا بيلجر مخبرًا جديدًا للكيمياء، اكتمل بناء هذا المختبر عام 1951 وامتد على مساحة تبلغ 70 ألف قدم مربع وبتكلفة تصل لحوالي 1.5 مليون دولار أمريكي. سمّي المختبر باسمها عام 1959 عرفانًا لدورها في تشييده.
بدأت دراستها للمركبات النيتروجينية مع عملها على أطروحة التخرّج التي ركّزت على الهيدروكسيلامين والحمض الهيدروكسيمي. عندما عادت إلى قسم الكيمياء في جامعة سينسيناتي، أُوكلت إليها مهمة توجيه البحوث في ذلك القسم. درست بيلجر المركبات النيتروجينية غير المتماثلة. أكملت دراساتها وأبحاثها في جامعة هاواي، لكن تركيزها هناك كان منصبًّا على مهامها التعليمية والإدارية. أحد آخر أبحاثها كان متعلّقًا بدراسة سمّية المواد الكيميائية المستخدمة في علاج السرطان، كما درست الستيرولات الموجودة في الزيوت الاستوائية إضافة إلى الأصباغ الموجودة في الفلفل الأحمر.

## التكريمات
عام 1953، حصلت بيلجر على ميدالية جافان-أولين التي يقدمها المجتمع الكيميائي الأمريكي وذلك نتيجةً لعملها على المركبات الكيميائية غير المتماثلة. كانت هذه الجائزة تعطى للنساء اللواتي قدّمن إنجازات مهمة في مجال الكيمياء. انضمت بيلجر للجمعية الأمريكية لتقدّم العلوم وكانت عضوًا فيها بالإضافة لعضويتها في أكاديمية نيويورك للعلوم.